# John Lanchester
John Henry Lanchester (ur. 25 lutego 1962 w Hamburgu) – brytyjski pisarz i dziennikarz.
Wychował się na Dalekim Wschodzie, ukończył jednak Gresham’s School w Anglii w 1980 i St John’s College w Oksfordzie. Jest autorem pięciu powieści i zbioru opowiadań:
- The Debt to Pleasure (1996, pol. Cnym rozkoszom 1997)
- Mr. Phillips (2000, pol. Pan Phillips 2001)
- Fragrant Harbour (2002, pol. Hongkong 2006)
- Capital (2012)
- The Wall (2019)
- Reality and Other Stories (2020)

W kwietniu 2007 ukazała się książka wspomnieniowa Family Romance. Opublikował również książki niebeletrystyczne: Whoops! Why Everyone Owes Everyone and No One Can Pay (2010), What We Talk About When We Talk about the Tube: The District Line (2013) i How to Speak Money: What the Money People Say--And What It Really Means (2014)  
Publikuje w czasopismach: „Granta”, „The Observer”, „The Guardian”, „The Daily Telegraph”, „The New Yorker” oraz „London Review of Books”.
Otrzymał Whitbread Book Award w kategorii debiutu powieściowego w 1996 oraz Betty Trask Award w tym samym roku za Cnym rozkoszom, a także Hawthornden Prize za tę samą powieść, a za Hongkong był nominowany do James Tait Black Memorial Prize.